# Ordine di Sant'Uberto

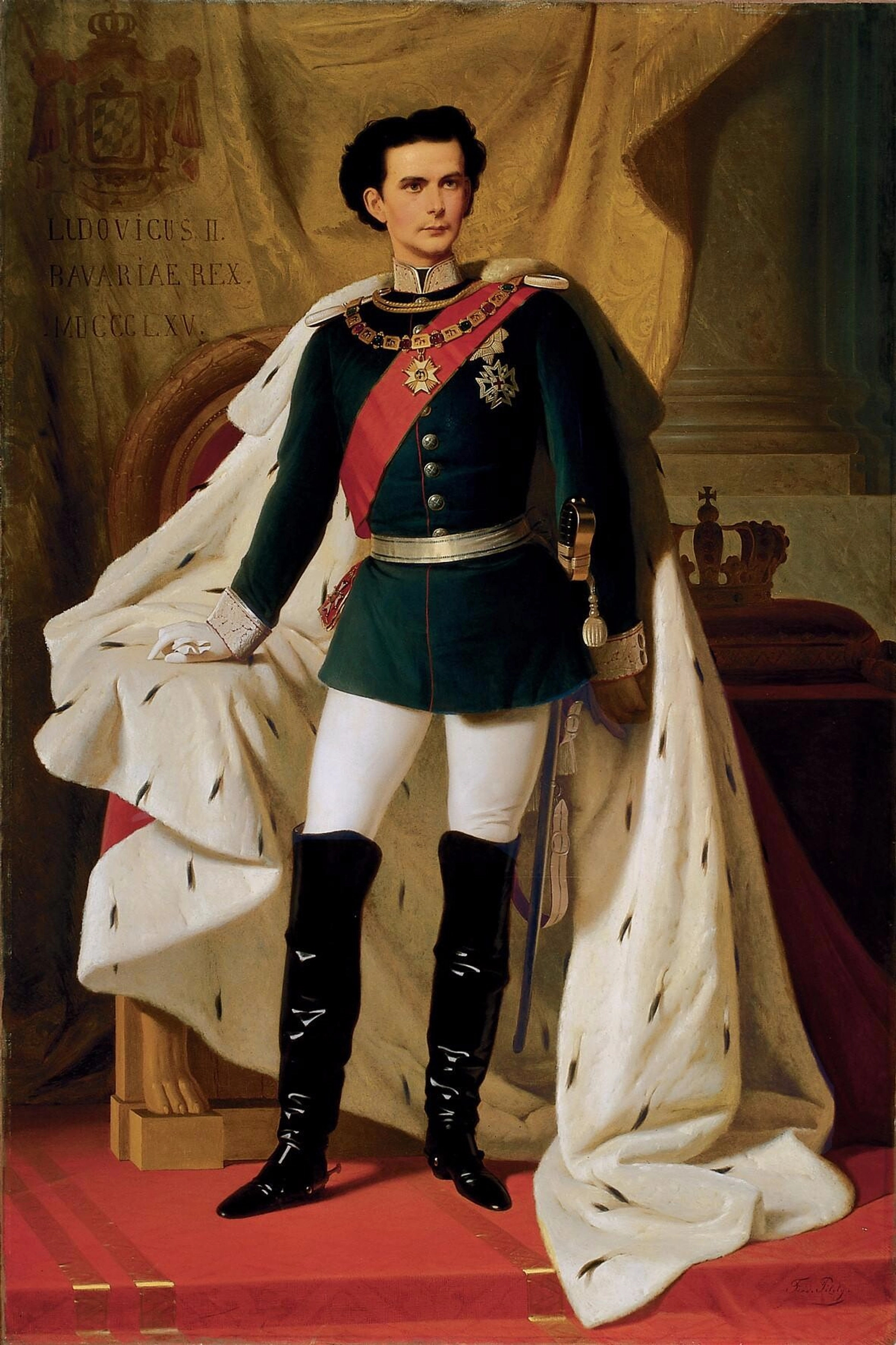
Ludovico II di Baviera con il Collare dell'Ordine

L'Ordine di Sant'Uberto fu il più antico e il più importante degli ordini cavallereschi del Regno di Baviera.

## Storia
L'Ordine venne fondato nel 1444 (o 1445) dal duca Gerardo di Jülich-Berg, in commemorazione di una vittoria ottenuta il giorno di Sant'Uberto (3 novembre), anche se altre date sono state presupposte al 1473 o al 1475.
Dopo essere passato ad un ramo collaterale della famiglia, nel corso del XVIII secolo, il Ducato di Jülich, passò al Principe Elettore Giovanni Guglielmo del Palatinato all'inizio del Settecento e con esso anche la giurisdizione sull'Ordine di Sant'Uberto che venne restaurato e completamente rinnovato nel 1708 dopo una caduta in disuso che si era protratta per tutto il XVII secolo.
Egli assegnò così le prime onorificenze rinnovate e generose pensioni agli aderenti, con la condizione che un decimo di questa valuta dovesse essere dato in beneficenza ai poveri. Con il susseguirsi degli eventi storici della Baviera, l'Ordine venne riconfermato il 30 marzo 1800 dal futuro re Massimiliano I di Baviera che stipulò un nuovo statuto e stabilì che gli aderenti a questo Ordine dovessero anche automaticamente essere nominati Commendatori dell'Ordine al Merito della Corona Bavarese da lui fondato. L'istituzione venne completata il 12 ottobre di quello stesso anno, e il numero dei cavaliere venne fissato ad un massimo di dodici, conservando una certa esclusività nei conferimenti.

## Insegne
- Il collare originale era costituito d'avorio, ma successivamente venne realizzato in oro con rappresentazioni che alternavano l'immagine della conversione di Sant'Uberto e le lettere I.T.V., iniziali latine del primitivo fondatore.
- La medaglia era composta di una croce di Malta smaltata di bianco con delle code d'ermellino disegnate in nero, pomata d'oro a ciascuna punta e sormontata da una corona d'oro. Tra i bracci della croce si trovano dei raggi. Nel medaglione centrale, su un lato si trovava la rappresentazione della conversione di Sant'Uberto con la leggenda in gotico In traw vast (Fermo nella fedeltà); sull'altro lato, spiccava un globo imperiale con l'iscrizione In memoriam recuperatae dignitatis avitae 1708 (indicante la data di rifondazione dell'ordine).
- La stella è composta di una placca d'argento a stella di otto raggi, caricata di una croce normale (non di Malta come nel caso dell'insegna della medaglia), decorata con code di ermellino disegnate in oro, bordata e pomata d'oro a ciascuna punta. Il medaglione centrale è smaltato di rosso, circondato da un cordone d'oro, e riporta scritto in oro il motto dell'ordine In traw vast.
- Il nastro è rosso con bordi verdi, il che ha destato storicamente notevoli somiglianze con il nastrino dell'Ordine Reale di Santo Stefano d'Ungheria.

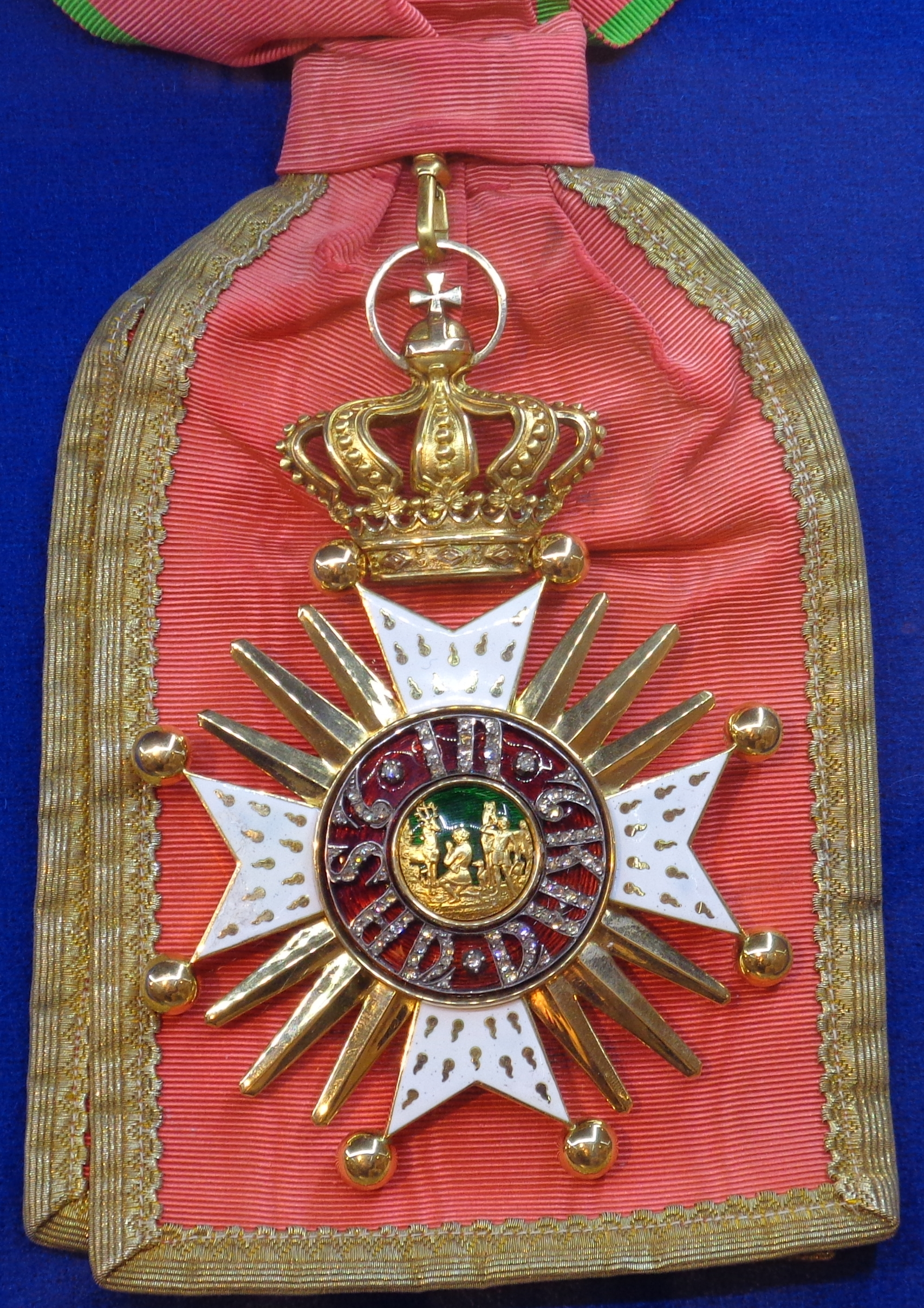
Fascia dell'Ordine
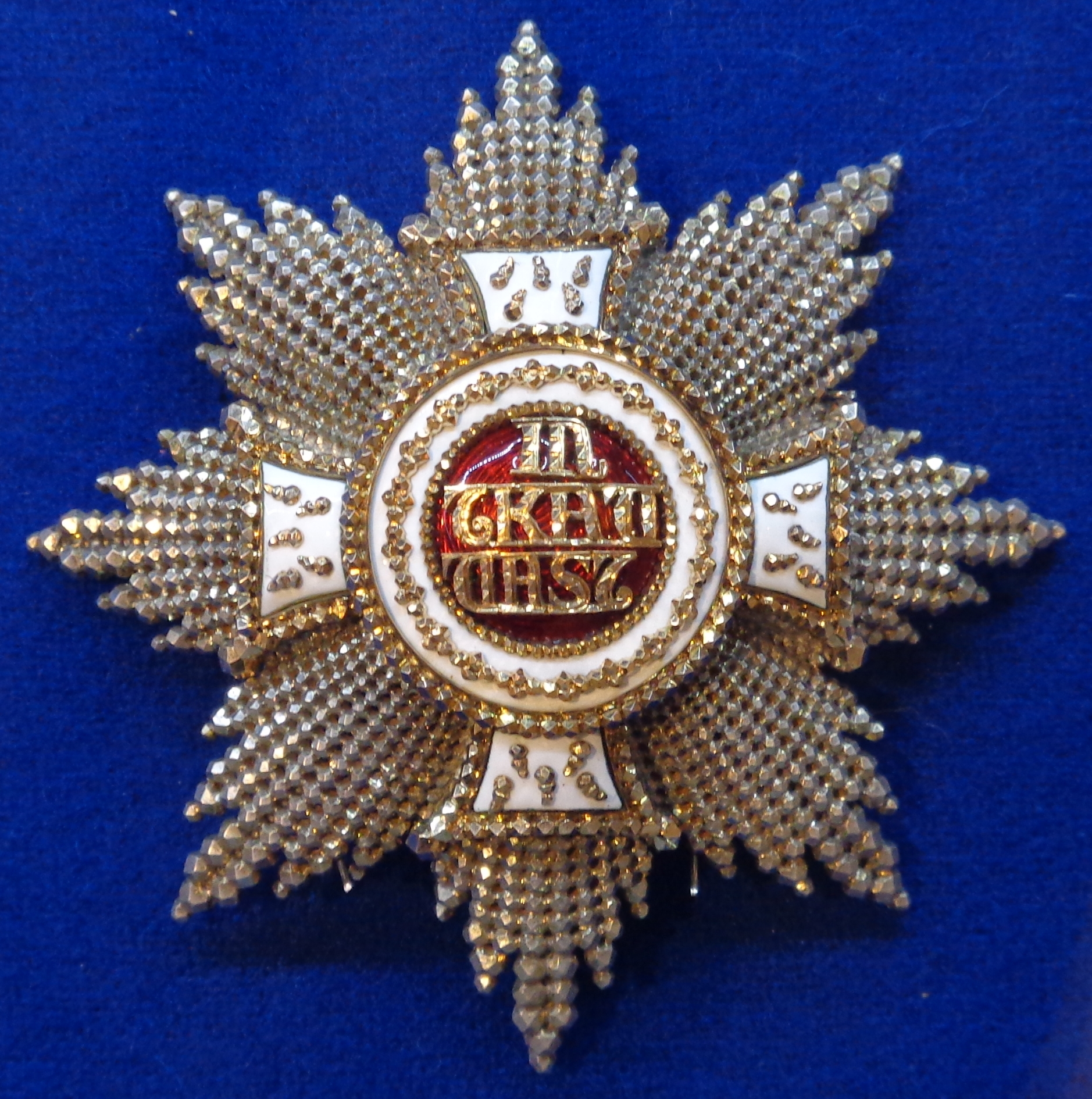
Stella dell'Ordine

## Insigniti notevoli dell'Ordine
- Carlo Augusto Federico di Waldeck e Pyrmont (1704-1763)
- August Maria Raimund von Arenberg, conte de la Marck (1753–1833)
- Karl Joseph Franz von Auersperg (?–1800)
- Wilhelm Ignaz Cajetan von Auersperg (1749–1822)
- Heinrich von Bellegarde (1756–1845)
- Antonio I Esterházy (1738–1794)
- Nicola II Esterházy (1765–1833)
- Nikolaus IV Ferdinand Franz Esterházy de Galántha (1765–1833)
- Karl Aloys zu Fürstenberg (1760–1799)
- Giorgio IV del Regno Unito (1762–1830)
- Luigi Aloisio di Hohenlohe-Waldenburg-Bartenstein (1765–1829)
- Friedrich Karl Wilhelm di Hohenlohe-Ingelfingen (1752–1816)
- Carlo Guglielmo d'Assia-Darmstadt (1757–1795)
- Federico Giuseppe Luigi d'Assia-Homburg (1769–1829)
- Carlo Emanuele d'Assia-Rheinfels-Rothenburg (1746–1812)
- Carlo d'Asburgo-Teschen (1771–1847)
- Francesco IV d'Austria-Este (1779–1846)
- Francesco V d'Austria-Este (1819-1875)
- Giovanni d'Austria (1782–1859)
- Luigi d'Austria (1784–1864)
- Joseph Radetzky von Radetz (1766–1858)
- Enrico XV di Reuss-Plauen (1751–1825)
- Karl Philipp Schwarzenberg (1771–1820)
- Franz de Paula von Sulkowski (1733–1812)
- Aleksandr Vasil'evič Suvorov (1729–1800)
- Massimiliano Giuseppe di Thurn und Taxis (1769–1831)
- Cristiano Augusto di Waldeck e Pyrmont (1744–1798)
- Giorgio I di Waldeck e Pyrmont (1747–1813)
- Alexander Kurakin (1752–1818)
- Napoleone I (1769–1821)[1]
- Eugène de Beauharnais (1781–1824)[1]
- Armand Augustin Louis de Caulaincourt (1773–1827)[1]
- André Masséna (1758–1817)[1]
- Nicolas Soult (1769–1851)[1]
- Henri Jacques Guillaume Clarke (1765–1818)[1]
- Georges Mouton (1770–1838)[2]
- Re Leopoldo II del Belgio[3]
- Carlo Teodoro del Belgio[3]
- Re Alberto I del Belgio, dono di nozze nel 1900[3]
- Arturo, duca di Connaught (1883–1938)[4]
- Ernesto Augusto, duca di Brunswick (1887–1953)[5]

## Composizione attuale dell'Ordine

### Sovrano (Gran Maestro)
- S.A.R. Francesco Bonaventura di Baviera, Principe di Baviera

### Cavalieri
1. S.A.R. il Principe ereditario Massimiliano Emanuele di Baviera
2. S.A.S. il Principe Ferfried di Hohenzollern-Sigmaringen
3. S.A.S. il Principe Alois Kostantin zu Löwenstein-Wertheim-Rosenberg
4. S.G. il Principe Georg von Waldburg zu Zeil und Trauchburg
5. S.G. il Principe Georg zu Fürstenberg
6. S.G. il Principe Hermann Otto Solms
7. S.G. il Principe Erich von Lobkowitz
8. S.E. il Conte Constantin von Brandenstein-Zeppelin
9. S.E. il Barone Frà Eberhard von Gemmingen